# 磁気双極子遷移
磁気双極子遷移（じきそうきょくしせんい）は、電磁波の磁気的部分とのカップリングが支配的な効果を記述する。電磁波と、原子や分子中の束縛された電子との相互作用は時間依存した摂動論で記述できる。
観測されるときの振動数によって2つのグループに分けられる。
- 光学磁気双極子遷移は赤外光、可視光、紫外光によって、2つの異なる電子準位の副準位間で起こる。
- 磁気共鳴遷移はマイクロ波やラジオ波によって、1電子準位の中の角運動量の副準位間で起こる。

磁気共鳴遷移は、原子や分子中の電子の角運動量によるものである場合は電子スピン共鳴（EPR）と呼ばれ、原子核の角運動量によるものである場合は核磁気共鳴（NMR）と呼ばれる。

## 理論
電磁場と相互作用する原子に束縛された電子のハミルトニアンは次のように与えられる。
{\displaystyle H={\frac {1}{2m}}[\mathbf {p} -q\mathbf {A} (\mathbf {r} ,t)]^{2}+V(r)-{\frac {q}{m}}\mathbf {S} \cdot \mathbf {B} (\mathbf {r} ,t)}
ハミルトニアンは時間依存する部分（相互作用）と時間依存しない部分に分けることができる。
{\displaystyle H=H_{0}+W(t)\ }
ここで
{\displaystyle H_{0}=\mathbf {p} ^{2}/(2m)+V(r)}
{\displaystyle W(t)=-q/m\mathbf {p} \cdot \mathbf {A} (\mathbf {r} ,t)-q/m\mathbf {S} \cdot \mathbf {B} (\mathbf {r} ,t)+q^{2}/(2m)\mathbf {A} ^{2}(\mathbf {r} ,t)}
最後の項はAについて2次なので、小さな場では無視できる。時間依存する部分は電気双極子、磁気双極子、電気四極子、さらなる高次項に展開できる。磁気双極子遷移の部分は以下のようになる。
{\displaystyle W_{DM}(t)=-q/(2m)(L_{x}+2S_{x})\mathbf {B} cos(\omega t)}

## 選択律
磁気双極子遷移の選択律では
1. {\displaystyle \Delta J=0,\pm 1({\text{except}}J=0->J=0)} (J: 全角運動量量子数)
2. {\displaystyle \Delta M_{J}=0,\pm 1} ({\displaystyle M_{J}}: 全角運動量のJ成分)
3. パリティが変化しない

の時に許容となる。

## 電気双極子遷移との比較
- 電気双極子遷移は異なるパリティをもつ状態間でゼロでない行列要素を持つ。磁気双極子遷移と電気四極子遷移では同じパリティをもつ状態でゼロでない行列要素を持つ[1]。
- 磁気双極子遷移と電気四極子遷移のレスポンスは、電気双極子遷移のものよりもはるかに弱い。
- 原子や電子中の電子状態は普通、時間変化しない電気双極子モーメントを持たないが、多くの状態では時間変化しない磁気双極子モーメントは持つ。